# كريس باتلر (دراج)
كريس باتلر (بالإنجليزية: Chris Butler)‏ هو دراج أمريكي، ولد في 16 فبراير 1988 في هيلتون هيد أيلاند في الولايات المتحدة.

## وصلات خارجية
- كريس باتلر على موقع الاتحاد الدولي للدراجات (الإنجليزية)
- كريس باتلر على موقع أرشيف الدراجات (الإنجليزية)
- كريس باتلر على موقع إحصائيات الدراجات الإحترافية (الإنجليزية)
- كريس باتلر على موقع نسبة الدراجات (الإنجليزية)
- كريس باتلر على موقع CycleBase (الإنجليزية)